# Михайлов, Борис Дмитриевич
Михайлов Борис Дмитриевич (26 марта 1936, Мелитополь, Днепропетровская область — 27 декабря 2008, Мелитополь, Запорожская область) — первый директор заповедника «Каменная Могила». Исследователь этого природного и исторического феномена, историк, археолог, доктор наук. Заслуженный работник культуры УССР (1991). Награждён орденом «За заслуги III степени».

## Биография
Родился 26 марта 1936 года в Мелитополе, где вырос и окончил школу. Окончил Харьковский государственный университет.
С 1961 года начал заниматься археологией. В это время участник, а позднее организатор нескольких археологических экспедиций НАН Украины в Северном Приазовье и Донбассе.
В 1970 году старший научный сотрудник Мелитопольского краеведческого музея, а уже в 1971 году — его директор.
В 1986 году по инициативе Бориса Дмитриевича Совет Министров Украины и Запорожское областное управление культуры приняли решение о создании государственного историко-археологического музея-заповедника «Каменная Могила», первым директором которого и был назначен.
Борис Дмитриевич более 40 лет посвятил исследованию Каменной Могилы. Им открыто 17 новых гротов и пещер. Результатом его работы стали научные публикации в академических и университетских изданиях Украины и СНГ.
В 1991 году присвоено звание «Заслуженный работник культуры Украинской ССР». В 2008 году награждён орденом «За заслуги 3-й степени».
В 2008 году Борис Дмитриевич добился присвоения историко-археологическому заповеднику «Каменная Могила» статуса Национального. Соответствующий Указ Президента был подписан 10 сентября, учитывая исключительное научное значение, культурную ценность комплекса археологических памяток «Каменная Могила», а также весомый вклад указанного заповедника в дело сохранения его объектов.

## Научные работы
Борис Михайлов — автор более 80 научных работ.
- Михайлов Б. Д. Петрогліфи Кам’яної Могили: Семантика. Хронологія. Інтерпретація: [Монографія] — Запоріжжя, 1994, 1999, К.: МАУП, 2005 — доп.
- Михайлов Б. Д. «Каменная Могила — подземный „эрмитаж“ Приазовья». — Запорожье: Дикое Поле, 1998, К.: Такі Справи, 2005 — доп., 2007.
- Михайлов Б. Д. Каменная Могила и её окрестности: Сборник научных статей. — Запорожье: Дикое Поле, 2003, 2006 — доп., изм.
- Михайлов Б. Д. «Кам’яна Могила — світова пам’ятка стародавньої культури в Україні: фотоальбом». — К.: Такі Справи, 2003.
- Михайлов Б. Д. Загадки древнего Герроса: историко-географические этюды. — К.: Такі Справи, 2009.